# Varissaari (ö i Södra Österbotten, Järviseutu, lat 63,21, long 23,73)
Varissaari är en ö i Finland. Den ligger i sjön Lappajärvi sjö och i kommunen Lappajärvi i den ekonomiska regionen  Järviseutu ekonomiska region  och landskapet Södra Österbotten, i den centrala delen av landet, 300 km norr om huvudstaden Helsingfors. Öns area är 0,9 hektar och dess största längd är 170 meter i öst-västlig riktning.